# Husička dvoubarvá

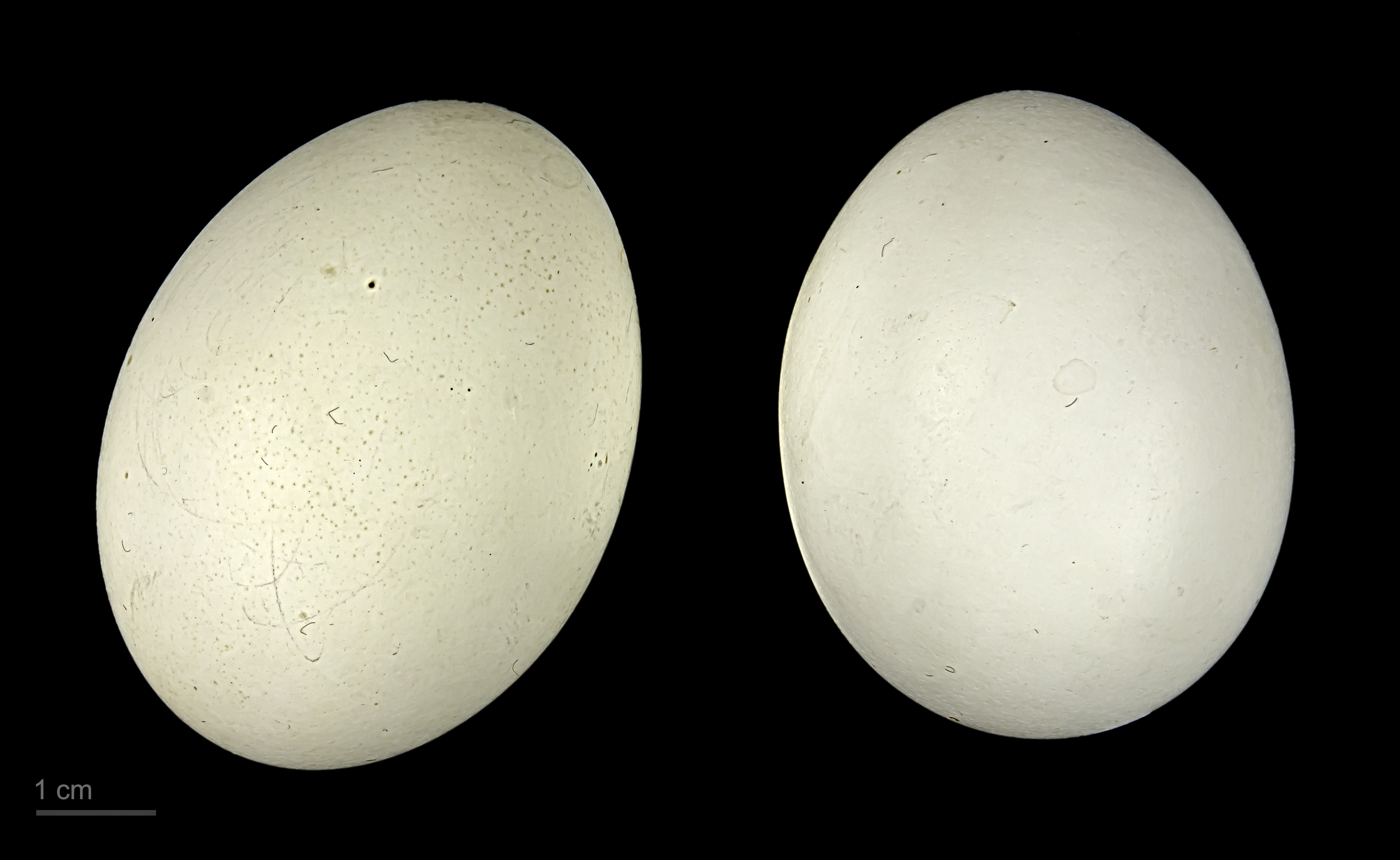
Dendrocygna bicolor

Husička dvoubarvá, česky někdy husička bažinná (Dendrocygna bicolor) je 48–53 cm velký vrubozobý pták žijící na sladkovodních vodních plochách s hustou vegetací u břehů na pobřeží Spojených států, ve Střední a Jižní Americe, subsaharské Africe a na Indickém subkontinentu. Je převážně kaštanově hnědá s tmavo-rudým opeřením na hřbetě a křídlech a šedým zobákem a končetinami. Hnízdí v hustých, nejčastěji rákosových porostech, v jedné snůšce bývá 8-12 vajec. Občas k hnízdění využívá i dostatečně velké stromové dutiny či opuštěná hnízda jiných ptáků.